# Oktogon (Zagreb)
Pour les articles homonymes, voir Octogone.
Oktogon est un passage urbain dans le centre de Zagreb, en Croatie, qui relie la place Petar Preradović à la rue Ilica à travers le bâtiment de l'ancienne première banque d'épargne (en croate : Prva hrvatska štedionica). Il a été conçu par l'architecte Josip Vancaš et construit dans le cadre du bâtiment de la caisse d'épargne entre 1898 et 1900. La structure se compose de deux passages reliant un atrium octogonal vitré (qui donne son nom au passage) aux rues de la ville.

## Anecdote
Le passage contenait le seul monument à un chien à Zagreb, caché de la vue dans la cour arrière. Un chien errant appelé Pluton a tenu compagnie aux ouvriers pendant la construction d'Oktogon et du bâtiment environnant. Le chien est mort vers la fin de la construction, et Vancaš et les ouvriers ont décidé d'ériger un bas-relief à sa mémoire. En 2013, le monument a été déplacé dans la rue Mirko Bogović .